# The Fourth World
The Fourth World(《더 포스 월드》)는 미국의 팝 록 밴드 마룬 5의 전신인 얼터너티브 록 밴드 카라스 플라워스의 두 번째 정규 음반이자 첫 번째 대형 레이블 데뷔 음반으로, 기본 11곡, 일본반에는 보너스 곡이 추가되어 12곡이 수록되어 있다.
리프라이즈 레코드와 계약한 그들은 1997년 8월 19일 음반을 발매하고, 2년 뒤 레이블과 다른 길을 걷는다.
이 음반은 카라스 플라워스라는 이름 아래에서 발매된 두 번째 정규 음반이자 그들이 레코드 레이블 아래에서 발매한 유일한 정규 음반이다. 후에 그들은 기타리스트 제임스 밸런타인을 영입한 후 마룬 5로 이름을 바꾼다.

## 싱글
이 음반의 유일한 싱글인 "Soap Disco"는 1997년 6월 22일에 출시되었다. 뮤직 비디오에서 카라스 플라워스의 네 멤버들은 공원을 거닐다가, 주황색과 초록색으로 이루어진 방에서 연주를 한다. 마지막에는 천둥번개가 친다.

## 평가
《엔터테인먼트 위클리》의 톰 랜햄(Tom Lanham)은 B+로 평가했다.

## 수록곡
모든 곡들은 카라스 플라워스의 구성원 애덤 리바인, 제시 카마이클, 미키 매든, 라이언 두식에 의해 작사 및 작곡되었다. 일부 예외의 곡들은 따로 표시해 놓았다.
1. "Soap Disco" – 2:40
2. "Future Kid" – 4:44
3. "Control Myself" – 3:05
4. "Oliver" – 2:38
5. "The Never Saga" (애덤 리바인, 제시 카마이클) – 3:58
6. "Loving the Small Time" – 3:32
7. "To Her, With Love" – 2:52
8. "Sleepy Windbreaker" (리바인, 카마이클) – 3:05
9. "Pantry Queen" (리바인, 카마이클) – 3:46
10. "My Ocean Blue" – 3:11
11. "Captain Splendid" (리바인, 카마이클) – 5:59
12. "Buddy Two-Shoes Wilson" (애덤 리바인, 제시 카마이클) – 2:19 (일본반 보너스 트랙)

## 제작진
카라스 플라워스
- 애덤 리바인 – 보컬, 기타
- 제시 카마이클 – 기타, 보컬
- 미키 매든 – 베이스 기타
- 라이언 두식 – 드럼, 퍼커션

그 외의 음악가
- 로저 조셉 매닝 주니어(Roger Joseph Manning, Jr.) – 키보드

기술진
- 마크 아고스티노(Mark Agostino) – 오디오 엔지니어
- 켄 앨러다이스(Ken Allardyce) – 엔지니어
- 빌리 보워스(Billy Bowers) – 엔지니어
- 데이비드 캠벨(David Campbell) – 어시스턴트
- 롭 캐밸로(Rob Cavallo) – 프로듀서
- 애덤 데이(Adam Day) – 기타 기술자
- 제리 핀(Jerry Finn) – 엔지니어 믹싱
- 토니 플로레스(Tony Flores) – 엔지니어
- 배리 골든버그(Barry Goldberg) – 엔지니어
- 브랜던 해리스(Brandon Harris) – 엔지니어
- 스티브 홀로이드(Steve Holroyd) – 엔지니어
- 빌리 킨슬리(Billy Kinsley) – 엔지니어
- 밥 루드비히(Bob Ludwig) – 마스터링 엔지니어
- 존 스리밸러스(John Srebalus) – 엔지니어

## 같이 보기
- 마룬 5
- 카라스 플라워스
- 리프라이즈 레코드